# Lee Byrne
Pour les articles homonymes, voir Byrne.
Pas d'image ? Cliquez ici

a Compétitions nationales et continentales officielles uniquement.

b Matchs officiels uniquement.
Dernière mise à jour le 24 décembre 2014.
Lee Martin Byrne est né le 1er juin 1980 à Bridgend (Pays de Galles). C’est un ancien joueur de rugby à XV, qui a joué avec l'équipe du pays de Galles depuis 2005, évoluant au poste d’arrière (1,88 m pour 102 kg).

## Carrière

### En club
Il joue avec les Ospreys en Coupe d'Europe et en Celtic league.
En 2011, il signe un contrat de 3ans en faveur du club de l'ASM Clermont Auvergne, il joue après la coupe du monde en Nouvelle-Zélande. Le 8 avril 2012, il inscrit le seul essai du quart de finale de H Cup opposant l'ASM aux Saracens, Clermont l'emportant sur le score de 22 à 3 et se qualifiant ainsi pour une demi-finale historique contre le Leinster.

### En équipe nationale
Il a disputé son premier test match le 5 novembre 2005, contre l'équipe de Nouvelle-Zélande.
Lee Byrne n'a pas joué les quatre premiers matchs du Tournoi des 6 nations 2012, laissant place à Leigh Halfpenny.

## Palmarès

### En club
- Champion de la Celtic League : 2007, 2010
- vainqueur de la Coupe d'Angleterre en 2008

### En équipe du pays de Galles
- 46 sélections depuis 2005.
- 50 points (10 essais)
- Sélections par année : 3 en 2005, 8 en 2006, 3 en 2007, 8 en 2008, 6 en 2009, 11 en 2010, 8 en 2011
- Tournois des Six Nations disputés : 2006, 2007, 2008, 2009, 2010, 2011